# Краснодон
Краснодон (укр. Краснодон) град је у Украјини, у Луганској области. Према процени из 2012. у граду је живело 44.574 становника.

## Становништво
Према процени, у граду је 2012. живело 44.574 становника.
| 1979.  | 1989.  | 2001.  | 2012.  |
| ------ | ------ | ------ | ------ |
| 47.868 | 52.885 | 50.560 | 44.574 |